# Acide octanoïque
L'acide octanoïque ou acide caprylique est un acide gras saturé à chaîne linéaire comportant 8 atomes de carbone. Sa formule brute est C8H16O2 et sa formule semi-développée CH3(CH2)6COOH.

## Description
Il est présent naturellement dans la noix de coco, le lait maternel et l'huile de palme. C'est un liquide huileux, très peu soluble dans l'eau, ayant un goût rance légèrement désagréable.
L'acide caprylique est utilisé commercialement dans la fabrication d'esters utilisés en parfumerie et dans la fabrication de colorants.
L'acide caprylique a été découvert par le chimiste français Jules Bouis.

## Utilisations
L'acide caprylique trouve un usage commercial dans la production d'esters utilisés en parfumerie et dans l'industrie des teintures.
L'acide caprylique est connu pour ses propriétés antifongiques et souvent recommandé par les nutritionnistes dans le traitement de la candidose (ou candida). Lorsqu'il y a une prolifération des candidas qui sont des levures saprophytes du système intestinal, l'acide caprylique a une action significative ; d'où son usage dans la candidose.
L'acide caprylique est aussi utilisé dans le traitement de quelques maladies infectieuses. Du fait de sa relativement courte chaîne moléculaire, il ne présente pas de difficultés de pénétration des membranes cellulaires épaisses, d'où son efficacité pour combattre certaines bactéries recouvertes de lipides telles que le staphylocoque doré et diverses variétés de streptocoques.